# 15834 McBride
15834 McBride este un asteroid din centura principală de asteroizi.

## Descriere
15834 McBride este un asteroid din centura principală de asteroizi. A fost descoperit pe 4 februarie 1995 la Observatorul Siding Spring de David J. Asher. Asteroidul prezintă o orbită caracterizată de o semiaxă mare de 2,78 ua, o excentricitate de 0,26 și o înclinație de 32,4° în raport cu ecliptica.